# Xenotilapia caudafasciata
Xenotilapia caudafasciata és una espècie de peix de la família dels cíclids i de l'ordre dels perciformes.

## Morfologia
Els mascles poden assolir els 10,5 cm de longitud total.

## Distribució geogràfica
És un endemisme del llac Tanganyika (Àfrica oriental).
.